# Pygidiopsis summa
Pygidiopsis summa är en plattmaskart. Pygidiopsis summa ingår i släktet Pygidiopsis och familjen Heterophyidae. Inga underarter finns listade i Catalogue of Life.